# The Beau Brummels
The Beau Brummels è un gruppo musicale statunitense, attivo negli anni sessanta. Il loro repertorio era costituito da canzoni folk-rock e della musica beat di ispirazione beatlesiana.
Nelle armonie ricordavano il gruppo dei Byrds (di cui eseguirono una cover di Mr. Tambourine Man, inserita poi nell'album Beau Brummels '66 rimasterizzato digitalmente nel 2005), The Zombies e The Yardbirds. Loro fonte di ispirazione furono anche gruppi come The Kingston Trio ed Everly Brothers.
Attivi essenzialmente nell'area di San Francisco, California, furono prodotti nell'album di debutto da Sylvester Stone, dei Sly & the Family Stone.
Il gruppo è considerato da taluni il primo ad aver suonato brani di genere folk rock, sebbene in realtà i Byrds siano stati fondati - ed abbiano registrato dischi - in tempi precedenti ai loro. Hanno comunque senz'altro influenzato numerosi artisti, come ad esempio Jefferson Airplane e Grateful Dead.

## Componenti
La line-up del gruppo è stata abbastanza stabile, sia pure con qualche defezione, abbandoni e ritorni. Sostanzialmente il gruppo era composto nella formazione base da:
- Sal Valentino, pseudonimo di Salvatore Spampinato, di origine italiana), cantante, nato l'8 settembre 1942 a San Francisco, California; prese il nome Valentino dal pugile Pat Valentino, di cui era ammiratore[3]
- Ron Elliott, chitarrista, nato il 21 ottobre 1943 a Healdsburg, California
- Ron Meagher, bassista, nato il 2 ottobre 1941 a Oakland, California
- Declan Mulligan, chitarra, armonica a bocca, cori, nato a County Tipperary, Irlanda, il 4 aprile 1938
- John Petersen, batterista, nato l'8 gennaio 1942 a Rudyard, Michigan, e morto l'11 novembre 2007 per infarto al miocardio[4]. Ha fatto parte anche del gruppo degli Harpers' Bizarre

Musicisti aggiuntivi:
- Don Irving, chitarra, nella band fra il 1965 e il 1966
- Daniel Levitt, chitarra, ha fatto parte del gruppo fra il 1974 e il 1975, collaborando all'album della reunion

## Storia
I Beau Brummels sono stati in un certo senso un gruppo meteora nel panorama discografico della musica beat di metà anni sessanta, anche se hanno tuttavia avuto recensioni favorevoli sulla stampa specializzata dell'epoca, tanto anglosassone quanto europea, sempre attenta ai nuovi gruppi provenienti da oltremanica o da oltreoceano.
Il nome del gruppo - il cui cantante solista era Sal Valentino, poi negli Stone Ground - si rifaceva a quello dell'arbiter elegantiarum britannico Lord Brummell, del quale citavano l'abbigliamento indossando in scena abiti attillati ed eleganti con camicie a colletto inamidato. Al tempo della british invasion, avrebbero dovuto essere appunto - assieme a gruppi similari - la risposta statunitense a quel movimento.
In effetti, in virtù del loro sound e del look che adottavano durante i loro spettacoli, figurono spesso scambiati per una band inglese, specialmente all'inizio del loro percorso musicale. Bastarono però pochi anni perché la loro musica abbracciasse maggiormente le radici del folk e del country statunitensi, fino a creare un suono sufficientemente originale.

## Repertorio
I Beau Brummels hanno inciso tre singoli piazzati fra le canzoni in classifica Top 40:
- Laugh, Laugh
- Just A Little
- You Tell Me Why

Just a Little fu il successo maggiore fra le tre canzoni restando per nove settimane nella Top 40 e raggiungendo l'ottavo posto nelle classifiche Billboard; Laugh, Laugh si posizionò al 15.mo posto e You Tell Me Why restò al 38.mo.
Il gruppo registrò sei album da studio, inclusi Triangle e Bradley's Barn che ricevettero particolare apprezzamento da parte della critica.
Laugh, Laugh è registrata fra i brani della Rock and Roll Hall of Fame come una delle 500 canzoni che maggiormente hanno influenzato il rock ed è stata eseguita nel 1989 da John Candy nel film Uncle Buck. Il brano viene eseguito dal gruppo in veste di The Beau Brummelstones nella parodia de I Flintstones nella serie televisiva del 1965 Shindig! (la loro caricatura dei Flintstones è raffigurata anche sul retro di copertina del secondo album della band).
Il gruppo è stato anche inserito nel film di fantascienza Village of the Giants interpretato da Tommy Kirk e poi ancora in Mystery Science Theater 3000.

## Discografia
- 1965 - Introducing the Beau Brummels (Autumn Records 103, contiene gli hit Laugh Laugh e Just a Little)
- 1965 - The Beau Brummels, Volume 2 (Autumn Records 104, la band diventa un quartetto dopo l'abbandono di Mulligan)
- 1966 - Beau Brummels '66 (Warner Bros. 1644, Don Irving si unisce al gruppo per questo album consistente in cover di popolari hit del 1966 come Louie Louie, Bang Bang (My Baby Shot Me Down), Monday Monday e Yesterday)
- 1967 - Triangle (Warner Bros. 1692, gruppo costituito da Elliott, Valentino e Meagher; è considerato il migliore album del gruppo)
- 1968 - Bradley's Barn (Warner Bros. 1760, in questo disco il gruppo originario è costituito dai soli Sal Valentino ed Ron Elliott; il resto è completato da famosi sessionmen di Nashville)
- 1975 - The Beau Brummels (Warner Bros. Records, 2842, album reunion del quintetto originale, anche se Meagher è accreditato semplicemente come sessionman e non è raffigurato nella fotografia del gruppo sul retro di copertina))

## Compilation
- Best of The Beau Brummels (1967, Vault 114)
- The Beau Brummels, Vol. 44 (1968, Vault 121)
- The Original Hits of the Beau Brummels (1975, JAS Records JAS-5000)
- The Best of the Beau Brummels, 1964-1968 (1987, Rhino 75779)
- Autumn of Their Years - Rare and Unissued (1994, Big Beat)
- The San Fran Sessions (1996, Sundazed Records SC 11033, set di tre dischi)
- From The Vaults (1999, One Way Records Inc)
- North Beach Legends (2001, Sundazed Records LP 5088, LP)
- Gentle Wanderin' Ways (2001, Sundazed Records LP 5089, LP)
- Magic Hollow (2005, Rhino Hand Made RHM2 7892, set di quattro dischi)

## Live
- 1974 - Beau Brummels Live! (DIG Music Records, DIG 102) Live registrato nel febbraio del 1974 e pubblicato nel 2000

### Singoli in classifica
| Anno | Brano                     | US Hot 100 |
| ---- | ------------------------- | ---------- |
| 1965 | "Laugh, Laugh"            | 15         |
| 1965 | "Just a Little"           | 8          |
| 1965 | "You Tell Me Why"         | 38         |
| 1965 | "Don't Talk to Strangers" | 52         |
| 1965 | "Good Time Music"         | 97         |
| 1966 | "One Too Many Mornings"   | 95         |